# تومونوری تسونماتسو
تومونوری تسونماتسو (انگلیسی: Tomonori Tsunematsu؛ زادهٔ ۱۶ ژوئیهٔ ۱۹۷۶) بازیکن فوتبال اهل ژاپن است.
از باشگاه‌هایی که در آن بازی کرده‌است می‌توان به باشگاه فوتبال آلبیرکس نیگاتا اشاره کرد.